# Seznam slovenskih romanov leta 2011
Seznam slovenskih romanov, ki so prvič izšli leta 2011.
| Avtor                          | Naslov                    |
| ------------------------------ | ------------------------- |
| Dušan Merc                     | Planet žensk              |
| Dušan Merc                     | Pedagoški triptih         |
| Vinko Moderndorfer             | Nihče več ne piše pisem   |
| Andrej Skubic                  | Koliko si moja            |
| Lucija Stepančič               | V četrtek ob šestih       |
| Jurij Hudolin                  | Vrvohodec                 |
| Irena Velikonja                | Naj počiva v miru         |
| Avgust Demšar                  | Hotel Abbazia             |
| David Benjamin                 | Sedem                     |
| Tomaž Letnar                   | Jedci trupel              |
| Zoran Benčič                   | Psi brezčasja             |
| Mira Delavec                   | Šepet rdeče zofe          |
| Milan Dekleva                  | Svoboda belega gumba      |
| Miroslav Košuta                | Mavrična školjka          |
| Sonja Merljak Zdovc            | Njeni tujci               |
| Jelka Ovaska                   | Severnica nad Olimpom     |
| Andrej Rot in Alejandro Briner | Skrivnost strica Janeza   |
| Zdenko Kodrič                  | Opoldne zaplešejo škornji |
| Tone Frelih                    | Truplo ob progi           |
| Ivan Sivec                     | Ognjeni Ruj               |
| Ivan Sivec                     | Zelena solza              |
| Marija Oprešnik                | Podrta ograda             |
| Tanja Frumen                   | Strupena vrtnica          |
| Tanja Frumen                   | Popolno življenje         |
| Tanja Frumen                   | Insomnija                 |
| Marget Belani                  | Otok vračev               |
| Maja Gal Štromar               | Misli name, ko ti je lepo |
| Tomo Podstenšek                | Dvigalo                   |
| Zdenko Kodrič                  | Nebotičnik Mitra          |
| Cvetka Bevc                    | Ina                       |
| Aleš Čar                       | O znosnosti               |